# Zeinabkobra Moosavi
Zeinabkobra Moosavi (* 1991) je íránská horolezkyně a reprezentantka v ledolezení, mistryně Asie v ledolezení na rychlost.

## Závodní výsledky
| Mistrovství světa v ledolezení | Mistrovství světa v ledolezení | Mistrovství světa v ledolezení |
| Rok                            | 2017                           | 2018                           |
| ------------------------------ | ------------------------------ | ------------------------------ |
| Obtížnost                      | 21-24                          | (8)                            |
| Rychlost                       | 10                             | (9)                            |
| Kombinace                      | nezávodilo se                  | 8*                             |

* pozn.: při nerozhodném výsledku v kombinaci (2018) rozhodovala rychlost
| Světový pohár v ledolezení | Světový pohár v ledolezení | Světový pohár v ledolezení | Světový pohár v ledolezení | Světový pohár v ledolezení | Světový pohár v ledolezení |
| Rok                        | 2015                       | 2016                       | 2017                       | 2018                       | 2019                       |
| -------------------------- | -------------------------- | -------------------------- | -------------------------- | -------------------------- | -------------------------- |
| Obtížnost                  | 58                         | 14                         | 18                         | 16                         | probíhá                    |
| jednotlivě*                | -,-,-, -,24,-              | -,10, 14,15                | -,-,9, 23-28,17            | 6,19,20, -,16,-            | -,-,-, x,x,x               |
|                            |                            |                            |                            |                            |                            |
| Rychlost                   | 38                         | 8                          | 11                         | 12                         | probíhá                    |
| jednotlivě*                | -,-,-, -,15,-              | -,8, 12,11                 | -,7, 17,11                 | 10,11, -,9,-               | -,-,-, x,x,x               |

* pozn.: napravo jsou poslední závody v roce
| Mistrovství Asie v ledolezení | Mistrovství Asie v ledolezení | Mistrovství Asie v ledolezení |
| Rok                           | 2016                          | 2018                          |
| ----------------------------- | ----------------------------- | ----------------------------- |
| Obtížnost                     | 4                             | 8                             |
| Rychlost                      | 2                             | 1                             |